# Cephalostachyum mindorense
Cephalostachyum mindorense är en gräsart som beskrevs av James Sykes Gamble. Cephalostachyum mindorense ingår i släktet Cephalostachyum och familjen gräs. Inga underarter finns listade i Catalogue of Life.